# Jeffrey Donaldson

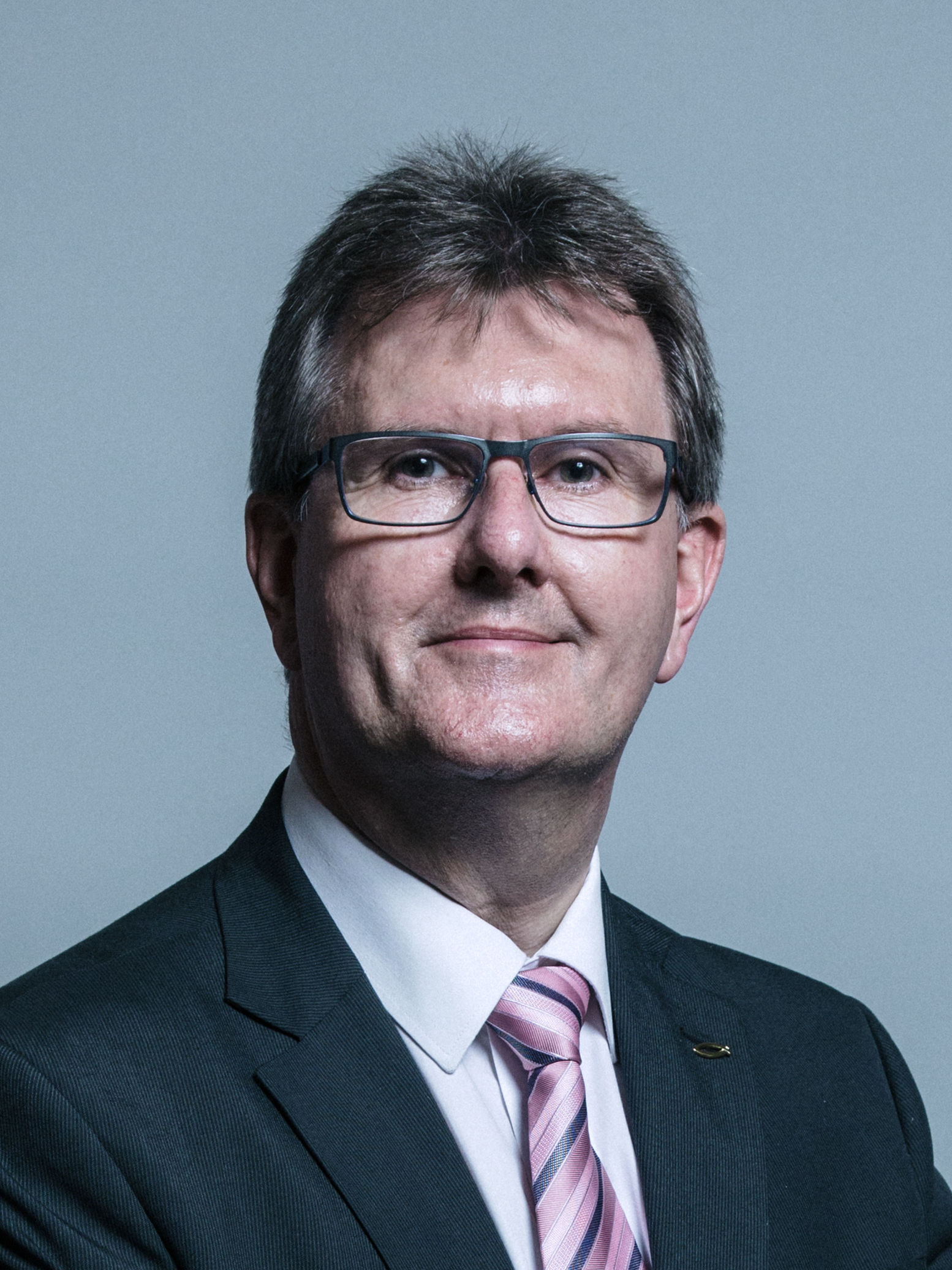
Jeffrey Donaldson

Jeffrey Mark Donaldson, född 7 december 1962 i Kilkeel, är en nordirländsk politiker. Han är brittisk parlamentsledamot för valkretsen Lagan Valley sedan 1997. Han företrädde tidigare Ulster Unionist Party (UUP), men är sedan 2004 medlem av Democratic Unionist Party (DUP).
Donaldson anslöt sig vid 18 års ålder till UUP:s ungdomsförbund. 1985 valdes han i ett fyllnadsval till det dåvarande regionala parlamentet i Nordirland och 1997 utsågs han att efterträda den tidigare partiledaren James Molyneaux som kandidat i Lagan Valley.  
1998 ingick Donaldson i UUP:s delegation vid förhandlingarna som ledde till Långfredagsavtalet, men han lämnade förhandlingarna på ett sent stadium i protest mot vissa inslag i det framväxande avtalet. Han argumenterade mot partilinjen för ett nej i folkomröstningen om avtalet 1998 och fick därför inte kandidera för partiet till den nya regionalförsamling som upprättades samma år. Han blev istället den ledande företrädaren för dem inom UUP som motsatte sig avtalet. Vid flera tillfällen gick han emot partiledaren David Trimble och försökte ändra partiets politik, men misslyckades.
Under 2003 lämnade Donaldson, tillsammans med två andra ledamöter, David Burnside och Martin Smyth, UUP:s partigrupp i parlamentet i protest mot Trimbles politik. De kvartstod dock inom partiet. I november 2003 invaldes Donaldson i Nordirlands regionparlament, trots hans starka motstånd mot partilinjen. Då i detta val DUP blev större än UUP, hävdade Donaldson att Trimble måste ta konsekvensen av detta och avgå. Partiet avsatte dock inte Trimble. Istället lämnade Donaldson partiet den 18 december 2003, tillsammans med två allierade ledamöter, Arlene Foster och Norah Beare. Den 5 januari 2004 anslöt de sig officiellt till DUP.
Donaldson är en ledande medlem av Oranienorden.